# Écoyeux
Écoyeux település Franciaországban, Charente-Maritime megyében. Lakosainak száma 1380 fő (2022. január 1.). Écoyeux Bercloux, Brizambourg, Le Douhet, Nantillé, Saint-Césaire, Vénérand és Saint-Hilaire-de-Villefranche községekkel határos.

## Népesség
A település népességének változása:
| Lakosok száma | 650  | 685  | 804  | 1126 | 1306 | 1351 | 1354 | 1376 | 1386 | 1380 |
|               | 1968 | 1982 | 1990 | 2006 | 2013 | 2015 | 2017 | 2019 | 2020 | 2022 |